# Detva
Detva es la capital del distrito de Detva en la región de Banská Bystrica, Eslovaquia, con una población estimada a final del año 2024 de 13 523 habitantes.
Se encuentra ubicada en el centro de la región, sobre los montes Centrales Eslovacos (Cárpatos occidentales) y a poca distancia al sur del río Hron —un afluente izquierdo del Danubio—.

## Demografía
| Año        | 1994   | 2004    | 2014    | 2024    |
| ---------- | ------ | ------- | ------- | ------- |
| Población  | 15 276 | 15 043  | 14 965  | 13 523  |
| Diferencia |        | −1,52 % | −0,51 % | −9,63 % |

| Año        | 2023   | 2024    |
| ---------- | ------ | ------- |
| Población  | 13 629 | 13 523  |
| Diferencia |        | −0,77 % |